# Il filosofo di campagna
Il filosofo di campagna è un'opera di Baldassare Galuppi, su libretto di Carlo Goldoni. La prima rappresentazione avvenne a Venezia il 26 ottobre 1754.
Quest'opera, che D. Monson definisce magistrale, ebbe grande successo al suo tempo, con molte rappresentazioni in tutta l'Europa.

## Interpreti della prima rappresentazione
| Personaggio  | Interprete            |
| ------------ | --------------------- |
| Eugenia      | Giovannina Baglioni   |
| Rinaldo      | Angela Conti-Leonardi |
| Nardo        | Francesco Baglioni    |
| Lesbina      | Clementina Baglioni   |
| Don Tritemio | Francesco Carattoli   |
| Lena         | Anna Zanini           |
| Capocchio    | Giacomo Caldinelli    |

## Trama
Tritemio vorrebbe che la figlia Eugenia sposasse il filosofo Nardo, ma la ragazza è innamorata del nobile Rinaldo. La cameriera Lesbina, per evitare che Nardo incontri Eugenia, si sostituisce a quest'ultima e Nardo, che non ha mai visto Eugenia, finisce con l'innamorarsi di Lesbina credendola la vera figlia di Tritemio. 
Dopo una serie di equivoci, Nardo viene a conoscenza della vera identità di Lesbina ma l'accetta ugualmente e rimane innamorato di lei.
Lesbina fa credere a Tritemio di volerlo sposare, e viene convocato un notaio. Quando questo giunge si celebrano all'insaputa di Tritemio le doppie nozze tra Nardo e Lesbina e tra Rinaldo ed Eugenia. Tritemio deve rassegnarsi alla situazione, ma trova egli stesso consolazione sposando Lena, una nipote di Nardo.

## Discografia
- 1956 - Anna Moffo (Eugenia), Florindo Andreolli (Rinaldo), Rolando Panerai (Nardo), Elena Rizzieri (Lesbina), Mario Petri (Don Tritemio) - Direttore: Renato Fasano - Orchestra: I Virtuosi di Roma - Testament[4]
- 2001 - Paola Antonucci (Eugenia), Patrizio Saudelli (Rinaldo), Alessandro Calamai (Nardo), Patrizia Cigna (Lesbina), Giorgio Gatti (Don Tritemio), Sonia Prina (Lena), Cristiano Olivieri (Capocchio) - Direttore: Francesco Piva - Orchestra: Intermusicale Ensemble - Bongiovanni[5]
- 2013 DVD - Ilaria Zanetti (Eugenia), Max Baldan (Rinaldo), Juneyt Unsall (Nardo), Giorgia Cinciripi (Lesbina), Carlo Torriani (don Tritemio), Camilla Antonini (Lena), Matteo Mezzaro (Capocchio) - Direttore: Fabrizio Da Ros - Regista: Carlo Torriani - Ensemble Barocco della Filarmonica del Veneto - Bongiovanni